# 에멘브뤼케역
에멘브뤼케역(독일어: Bahnhof Emmenbrücke)은 스위스 루체른주 에멘 지자체에 있는 기차역이다. 이 역은 스위스 연방 철도의 표준궤 올텐-루체른선과 제탈선의 중간 정류장이다.

## 운행편
다음 서비스가 에멘브뤼케에서 정차한다.
- 레기오익스프레스: 루체른과 올텐 사이를 매시간 운행
- 루체른 S반:
  - S1: 주르제와 바르 사이를 30분 간격으로 운행
  - S9: 루체른과 렌츠부르크 간 30분 운행
  - S99: 루체른과 호흐도르프 간 러시아워 운행.